# Jailbait
Jailbait (или jail bait, МФА (англ.): МФА: [dʒeılbeıt]о файле, рус. син. нимфетка, жар. малолетка) — в английском языке сленговый термин для обозначения человека, не достигшего возраста сексуального согласия, но выглядящего достаточно взрослым, чтобы совершеннолетние считали их сексуально привлекательными.

## Этимология
Термин «jailbait» («jail» — тюрьма и «bait» — приманка, наживка; а всё вместе — «наживка для тюрьмы», «заманивание в тюрьму», «замануха в тюрьму») объясняется тем обстоятельством, что вступление в половую связь с лицом, не достигшим возраста сексуального согласия, лицом, его достигшим, классифицируется как растление или аналогичным (в некоторых странах (всегда или в некоторых случаях) в таких случаях, даже если сексуальные отношения были взаимнодобровольными, действует статья «Изнасилование»). Таким образом, подросток, не достигший возраста сексуального согласия, но выглядящий сексуально привлекательным, является искушением для старшего человека, который за сексуальные отношения с jailbait может быть привлечён к уголовной ответственности с риском быть посаженным в тюрьму.
Обычно слово используется в вышеназванном значении «малолетка», но вообще, помимо секса с малолетками им могут быть названы и иные соблазны (не только половые), чреватые привлечением к уголовной ответственности.

## Критерий
Поскольку возраст сексуального согласия в разных странах различается, возраст, при котором человека можно назвать «тюремной наживкой», тоже различен. Так, например, в России и Великобритании, где он составляет 16 лет, термин используется для обозначения тех, кому меньше 16, в то время в некоторых африканских странах и штатах Америки, где возраст согласия установлен в 18 лет, термин означает не достигших восемнадцатилетнего возраста. Частое использование термина «jailbait» в популярной культуре было связано с более глубоким пониманием законов о возрасте сексуального согласия среди подростков.